# El hijo del hombre (Magritte)
El Hijo del Hombre (en francés: Le Fils de l'Homme) es una pintura de 1964 hecha por el pintor surrealista de nacionalidad belga René Magritte, y su obra más conocida.
Magritte lo pintó como un autorretrato. La pintura se compone de un hombre con abrigo, corbata roja y bombín de pie delante de un muro. Más allá se ve el mar y un cielo nublado. El rostro del hombre se oscurece en gran parte por una manzana verde flotando. Sin embargo, los ojos del hombre se puede ver asomando por el borde de la manzana.

## En la cultura popular
El cuadro ha sido parodiado en multitud de ocasiones, por lo que la obra ha adquirido gran fama. El reconocido pintor estadounidense Norman Rockwell hizo una parodia del cuadro, titulada Mr. Apple, salvo que la manzana que cubre la cara de la persona es roja, no verde.
La pintura aparece en la película de Alejandro Jodorowsky The Holy Mountain, en la pared de la casa de Júpiter. También en el episodio "Treehouse of Horror IV" de Los Simpsons, aparece el cuadro, pero con Bart como protagonista.
También aparece en la película "El secreto de Thomas Crown" (con tinte cómico), protagonizada por Pierce Brosnan y René Russo. Al final de la película el museo se llena de hombres de negro con maletín y bombín.
El Hijo del Hombre aparece en el videoclip de la canción Scream/Childhood, de Michael Jackson con Janet Jackson. Aparece también en la cubierta del libro Rubies in the Orchard: How to Uncover the Hidden Gems in Your Business (2009), pero con una granada